# Шаповал Євген Васильович
Євген Васильович Шаповал (нар. 16 серпня 1987, Харків, УРСР) — український футболіст, захисник.

## Кар'єра гравця
Народився в Харкові, вихованець місцевого «Металіста». З 2006 по 2007 рік виступав за дубль харківського, в складі якого провів 35 матчів. У 2008 році підписав контракт з кіровоградською «Зіркою». Дебютував за кіровоградську команду 16 липня 2008 року в переможному (1:0) домашньому поєдинку 1-о попереднього раунду кубку України проти краснопільського «Явора». Євген вийшов на поле в стартовому складі та відіграв увесь матч. У Другій лізі дебютував за кіровоградців 20 липня 2008 року в програному (2:3) виїзному поєдинку 1-о туру групи Б проти харківського «Арсеналу». Шаповал вийшов на поле в стартовому складі та відіграв увесь матч, а на 6-й хвилині отримав жовту картку. У футболці «Зірки» зіграв 15 матчів у Другій лізі, ще 3 поєдинки провів у кубку України. Під час зимової перерви сезону 2008/09 років звлишив розташування кіровоградського клубу. 
Другу частину сезону 2008/09 років розпочав у вінницькій «Ниві». Дебютував за вінничан 4 квітня 2009 року в переможному (1:0) виїзному поєдинку 22-о туру групи А Другої ліги проти броварського «Нафкому». Шаповал вийшов на поле в стартовому складі, а на 88-й хвилині його замінив Володимир Заварін. У складі «Ниви» зіграв 6 матчів у Другій лізі.
У 2009 році перейшов до «Кременя». Дебютував у кременчуцькому клубі 9 серпня 2009 року в нічийному (1:1) виїзному поєдинку 3-о туру групи Б Другої ліги проти ФК «Полтави». Євген вийшов на поле в стартовому складі та відіграв увесь матч. У футболці «Кременя» в Другій лізі зіграв 32 матчі, ще 3 матчі провів у кубку України. Завдяки впевненій грі у складі «Кремня» отримав запрошення від вищолігового запорізького «Металурга», з яким у лютому 2011 року відправився на тренувальний збір до Іспанії та згодом підписав контракт. Проте закріпитися в першій команді «козаків» футболісту не вдалося. Протягом свого перебування в «Металурзі» зіграв 6 матчів за дубль цієї команди. 
Напередодні початку сезону 2011/12 років повернувся до «Кремня». Дебютував після свого повернення до Кременчука за команду 23 липня 2011 року в нічийному (2:2) виїзному поєдинку 1-о туру групи Б Другої ліги проти свердловського «Шахтаря». Шаповал вийшов на поле в стартовому складі, а на 65-й хвилині його замінив Євген Проненко. У першій частині сезону відіграв за «Кремінь» 16 матчів у Другій лізі та 1 поєдинок у кубку України. На початку січня 2012 року після успішного перегляду підписав контракт з краматорським «Авангардом». Дебютував за краматорський клуб 2 квітня 2012 року в переможному (1:0) виїзному поєдинку 23-о туру групи Б Другої ліги проти донецького «Шахтаря-3». Євген вийшов на поле в стартовому складі та відіграв увесь матч. У футболці «Авангарду» зіграв 8 матчів у Другій лізі, ще 2 поєдинки провів у плей-оф за право виходу до Першої ліги. Влітку 2012 року залишив розташування клубу та повернувся в «Кремінь». Дебютував у складі кременчуцького клубу 4 серпня 2012 року в нічийному (1:1) виїзному поєдинку 4-о туру групи Б Другої ліги проти головківського УкрАгроКому. Шаповал вийшов на поле в стартовому складі, а на 71-й хвилині його замінив Олександр Музика.  У вересні 2012 року отримав травму гомілкостопного суглобу, через що пропустив декілька тижнів у тренувальному процесі. Єдиним голом у футболці «Кременя» відзначився 3 листопада 2012 року на 53-й хвилині нічийного (1:1) домашнього поєдинку 21-о туру групи Б Другої ліги проти дніпродзержинської «Сталі». Євген вийшов на поле в стартовому складі, а на 56-й хвилині його замінив Вадим Барба. У складі «Кременя» в Другій лізі зіграв 10 матчів (1 гол), ще 1 матч провів у кубку України. У січні 2013 року через серйозну травму та наслідки операції на коліні вирішив розірвати угоду з кременчуцьким колективом, незважаючи на те, що «Кремінь» був і надалі зацікавлений у послугах Євгена. 
Взимку 2013 року перейшов в «Арсенал» (Біла Церква). Дебютував у футболці білоцерківців 5 квітня 2013 року в програному (3:4) домашньому поєдинку 24-о туру Першої ліги проти чернівецької «Буковини». Шаповал вийшов на поле в стартовому складі та відіграв увесь матч. У складі «Арсеналу» зіграв 4 матчі в Першій лізі. Наприкінці квітня 2013 року був відрахований з білоцерківської команди.
Напередодні початку сезону 2013/14 років підсилив армянський «Титан». Дебютував у футболці «кримців» 14 липня 2013 року в програному (0:2) виїзному поєдинку 1-о туру Першої ліги проти алчевської  «Сталі». Євген вийшов на поле в стартовому складі та відіграв увесь матч, а на 82-й хвилині отримав жовту картку. У складі титану зіграв 4 матчі в Першій лізі та 1 поєдинок у кубку України. На початку грудня 2013 року залишив розташування «кримців».
У 2014 році зіграв 8 матчів за горностаївський «Мир» в аматорському чемпіонаті України. Наступного року захищав кольори куп'янського «Локомотива» (18 матчів, 6 голів).

## Статистика виступів

### Клубна
Станом на 22 вересня 2009 року
| Клуб                     | Сезон   | Ліга  | Ліга | Кубок | Кубок | Загалом | Загалом |
| Клуб                     | Сезон   | Матчі | Голи | Матчі | Голи  | Матчі   | Голи    |
| ------------------------ | ------- | ----- | ---- | ----- | ----- | ------- | ------- |
| «Металіст» (Харків) U-21 | 2006-07 | 13    | 0    | 0     | 0     | 13      | 0       |
| «Металіст» (Харків) U-21 | 2007-08 | 22    | 0    | 0     | 0     | 22      | 0       |
| «Металіст» (Харків) U-21 | Загалом | 35    | 0    | 0     | 0     | 35      | 0       |
| «Зірка»                  | 2008-09 | 15    | 0    | 3     | 0     | 18      | 0       |
| «Зірка»                  | Загалом | 15    | 0    | 3     | 0     | 18      | 0       |
| «Нива»                   | 2008-09 | 6     | 0    | 0     | 0     | 6       | 0       |
| «Нива»                   | Загалом | 6     | 0    | 0     | 0     | 6       | 0       |
| «Кремінь»                | 2009-10 | 8     | 0    | 0     | 0     | 8       | 0       |
| «Кремінь»                | Загалом | 8     | 0    | 0     | 0     | 8       | 0       |
| Кар'єра                  | Загалом | 64    | 0    | 3     | 0     | 67      | 0       |